# Систематика архей
Систематика архей

Ранее архей объединяли с бактериями в общую группу, называемую прокариоты (или царство Дробянки (лат. Monera)), и они назывались архебактерии, однако сейчас такая классификация считается устаревшей: установлено, что археи имеют свою независимую эволюционную историю и характеризуются многими биохимическими особенностями, отличающими их от других форм жизни.
- Домен Archaea
  - Отдел А1 Crenarchaeota
    - Класс Thermoprotei
      - Порядок Thermoproteales
        - Семейство Thermoproteaceae
          - Роды Thermoproteus, Caldivirga, Pyrobaculum, Thermoclaudium. Vulkanisaeta

        - Семейство Thermofilaceae
          - Род Thermofilum

      - Порядок Caldisphaerales
        - Семейство Caldisphaeraceae
          - Род Caldisphaera

      - Порядок Desulfococcales
        - Семейство Desulfococcaceae
          - Роды Desulphococcus, Acidilobus, Aeropyrum, Igneococcus, Staphylothermus, Thermodiscus

        - Семейство Pyrodictiaceae
          - Роды Pyrodictium, Hyperthermus, Pyrolobus

      - Порядок Sulpholobales
        - Семейство Sulpholobaceae
          - Роды Sulpholobus, Acidianus, Metallosphaera, Sulfurisphaera, Sulfurococcus

  - Отдел А2 Euryarchaeota
    - Класс Methanobacteria
      - Порядок Methanobacteriales
        - Семейство Methanobacteriaceae
          - Роды Methanobacterium, Methanobrevibacter, Methanosphaera, Methanothermobacter

        - Семейство Methanothermaceae
          - Род Methanothermus

    - Класс Methanococci
      - Порядок Methanococcales
        - Семейство Methanococcaceae
          - Роды Methanococcus, Methanothermococcus

        - Семейство Methanocaldococcaceae
          - Роды Methanocaldococcus, Methanotorris

    - Класс Methanomicrobia
      - Порядок Methanomicrobiales
        - Семейство Methanomicrobiaceae
          - Роды Methanomicrobium, Methanoculleus, Methanofollis, Methanogenium, Methanolacinis, Methanoplanus

        - Семейство Methanocorpusculaceae
          - Род Methanocorpusculum

        - Семейство Methanospirillaceae
          - Род Methanospirillum
          - Род incertae sedis Methanocalculus

      - Порядок Methanosarcinales
        - Семейство Methanosarcinaceae
          - Роды Methanosarcina, Methanococcoides, Methanohalobium, Methanohalophliis, Methanolobus, Methanomicrococcus

        - Семейство Methanosaetaceae
          - Род Methanosaeta

    - Класс Halobacteria
      - Порядок Halobacteriales
        - Семейство Halobacteriaceae
          - Роды Halobacterium, Haloarcula, Halobaculum, Halobiforma, Halococcus, Haloferax, Halogeometricum, Halomicrobium, Halohabdus, Halorubrum, Halosimplex, Haloterrigena, Natrialba, Natrinema, Natronobacterium, Natronococcus, Natronomonas, Natronorubrum

    - Класс Thermoplasmata
      - Порядок Thermoplasmales
        - Семейство Thermoplasmataceae
          - Род Thermoplasma

        - Семейство Picrophilaceae
          - Род Picrophilus

        - Семейство Ferroplasmataceae
          - Род Ferroplasma

    - Класс Thermococci
      - Порядок Thermococcales
        - Семейство Thermococcaceae
          - Роды Thermococcus, Palaeococcus, Pyrococcus

    - Класс Archaeoglobi
      - Порядок Archaeoglobales
        - Семейство Archaeoglobaceae
          - Роды Archaeoglobus, Ferroglobus, Geoglobus

    - Класс Methanopyri
      - Порядок Methanopyrales
        - Семейство Methanopyraceae
          - Роды Methanopyrus

  - Отдел А3 Korarchaeota
  - Отдел А4 Nanoarchaeota
  - Отдел А5 Thaumarchaeota